# Campeonato Neerlandés de Fútbol 1940-41
El Campeonato Neerlandés de Fútbol 1940/41 fue la 53.ª edición del campeonato de fútbol de los Países Bajos. Participaron 52 equipos divididos en cinco divisiones. El campeón nacional sería determinado por un grupo final formado con los ganadores de las divisiones de fútbol del este, norte, sur y dos del oeste. Heracles ganó el campeonato de este año.

## Divisiones

### Eerste Klasse Este
| Pos | Equipo          | PJ | PG | PE | PP | GF | GC | Pts | DG  | Notas                                     |
| --- | --------------- | -- | -- | -- | -- | -- | -- | --- | --- | ----------------------------------------- |
| 1   | Heracles        | 18 | 13 | 4  | 1  | 53 | 12 | 30  | +41 | Clasificado al grupo final por el título. |
| 2   | NEC Nijmegen    | 18 | 11 | 4  | 3  | 52 | 28 | 26  | +24 |                                           |
| 3   | HVV Tubantia    | 18 | 9  | 5  | 4  | 44 | 33 | 23  | +11 |                                           |
| 4   | SC Enschede     | 18 | 9  | 4  | 5  | 37 | 29 | 22  | +8  |                                           |
| 5   | Enschedese Boys | 18 | 7  | 1  | 10 | 31 | 43 | 15  | -12 |                                           |
| 6   | FC Wageningen   | 18 | 6  | 2  | 10 | 36 | 48 | 14  | -12 |                                           |
| 7   | Quick Nijmegen  | 18 | 5  | 4  | 9  | 24 | 34 | 14  | -10 |                                           |
| 8   | HVV Hengelo     | 18 | 6  | 1  | 11 | 37 | 56 | 13  | -19 |                                           |
| 9   | AGOVV Apeldoorn | 18 | 6  | 1  | 11 | 21 | 41 | 13  | -20 |                                           |
| 10  | Go Ahead        | 18 | 5  | 0  | 13 | 27 | 38 | 10  | -11 | Descendido a la segunda división.         |

PJ = Partidos jugados; PG = Partidos ganados; PE = Partidos empatados; PP = Partidos perdidos; GF = Goles a favor; GC = Goles en contra; Pts = Puntos; DG = Diferencia de goles

### Eerste Klasse Norte
| Pos | Equipo          | PJ | PG | PE | PP | GF | GC | Pts | DG  | Notas                                     |
| --- | --------------- | -- | -- | -- | -- | -- | -- | --- | --- | ----------------------------------------- |
| 1   | Be Quick 1887   | 19 | 13 | 4  | 2  | 47 | 22 | 30  | +25 | Clasificado al grupo final por el título. |
| 2   | HSC             | 19 | 12 | 4  | 3  | 43 | 27 | 28  | +16 |                                           |
| 3   | Velocitas 1897  | 18 | 12 | 2  | 4  | 36 | 28 | 26  | +8  |                                           |
| 4   | VV Leeuwarden   | 18 | 10 | 1  | 7  | 46 | 27 | 21  | +19 |                                           |
| 5   | sc Heerenveen   | 18 | 7  | 5  | 6  | 52 | 49 | 19  | +3  |                                           |
| 6   | GVAV Rapiditas  | 18 | 7  | 4  | 7  | 35 | 22 | 18  | +13 |                                           |
| 7   | Achilles 1894   | 18 | 3  | 6  | 9  | 44 | 57 | 12  | -13 |                                           |
| 8   | Sneek Wit Zwart | 18 | 4  | 5  | 9  | 18 | 32 | 11  | -14 | Se le descontaron 2 puntos.               |
| 9   | Veendam         | 18 | 2  | 4  | 12 | 27 | 54 | 8   | -27 |                                           |
| 10  | WVV Winschoten  | 18 | 3  | 1  | 14 | 32 | 62 | 7   | -30 | Descendido a la segunda división.         |

PJ = Partidos jugados; PG = Partidos ganados; PE = Partidos empatados; PP = Partidos perdidos; GF = Goles a favor; GC = Goles en contra; Pts = Puntos; DG = Diferencia de goles

### Eerste Klasse Sur
| Pos | Equipo         | PJ | PG | PE | PP | GF | GC | Pts | DG  | Notas                                     |
| --- | -------------- | -- | -- | -- | -- | -- | -- | --- | --- | ----------------------------------------- |
| 1   | PSV Eindhoven  | 22 | 15 | 3  | 4  | 63 | 27 | 33  | +36 | Clasificado al grupo final por el título. |
| 2   | LONGA          | 22 | 13 | 4  | 5  | 52 | 31 | 30  | +21 |                                           |
| 3   | Juliana        | 22 | 12 | 5  | 5  | 67 | 37 | 29  | +30 | Nombre cambiado a Spekholzerheide [1]     |
| 4   | NAC            | 22 | 10 | 6  | 6  | 45 | 37 | 26  | +8  |                                           |
| 5   | MVV Maastricht | 22 | 8  | 6  | 8  | 37 | 39 | 22  | -2  |                                           |
| 6   | BVV Den Bosch  | 22 | 8  | 5  | 9  | 34 | 41 | 21  | -10 |                                           |
| 7   | FC Eindhoven   | 22 | 8  | 4  | 10 | 47 | 45 | 20  | +2  |                                           |
| 8   | NOAD           | 22 | 9  | 2  | 11 | 40 | 52 | 20  | -12 |                                           |
| 9   | Willem II      | 22 | 7  | 4  | 11 | 37 | 42 | 18  | -5  |                                           |
| 10  | HVV Helmond    | 22 | 6  | 4  | 12 | 29 | 53 | 16  | -24 |                                           |
| 11  | RFC Roermond   | 22 | 4  | 7  | 11 | 32 | 70 | 15  | -38 |                                           |
| 12  | Limburgia      | 22 | 5  | 4  | 13 | 32 | 41 | 14  | -9  | Descendido a la segunda división.         |

PJ = Partidos jugados; PG = Partidos ganados; PE = Partidos empatados; PP = Partidos perdidos; GF = Goles a favor; GC = Goles en contra; Pts = Puntos; DG = Diferencia de goles
[1] Juliana, el nombre de la princesa que se alojaba en Inglaterra y Canadá durante la guerra, se vio obligado a cambiar el nombre a Spekholzerheide para desalentar cualquier resistencia contra la ocupación. 
Al parecer, esta regla solo se aplica a los clubes con nombres de los miembros vivientes de la casa de Oranje, al Willem II se le permitió mantener su nombre (pero al segundo nivel, Wilhelmina de Den Bosch fue renombrado como De Kanaries).

### Eerste Klasse Oeste-I
Trasladados desde la división Oeste-II: CVV Rotterdam, HBS Craeyenhout, RFC Rotterdam, VUC Den Haag y Xerxes.
| Pos | Equipo              | PJ | PG | PE | PP | GF | GC | Pts | DG  | Notas                                                |
| --- | ------------------- | -- | -- | -- | -- | -- | -- | --- | --- | ---------------------------------------------------- |
| 1   | VSV                 | 18 | 14 | 2  | 2  | 61 | 27 | 30  | +34 | Clasificado al grupo final por el título. [Oeste-II] |
| 2   | AFC Ajax            | 18 | 8  | 6  | 4  | 53 | 31 | 22  | +22 |                                                      |
| 3   | HFC Haarlem         | 18 | 10 | 2  | 6  | 42 | 32 | 22  | +10 | [Oeste-II]                                           |
| 4   | DOS                 | 18 | 9  | 3  | 6  | 56 | 48 | 21  | +8  |                                                      |
| 5   | VUC                 | 18 | 7  | 4  | 7  | 50 | 55 | 18  | -5  |                                                      |
| 6   | Blauw-Wit Amsterdam | 18 | 6  | 5  | 7  | 34 | 29 | 17  | +5  | [Oeste-II]                                           |
| 7   | Xerxes              | 18 | 6  | 3  | 9  | 42 | 50 | 15  | -8  |                                                      |
| 8   | HBS Craeyenhout     | 18 | 5  | 4  | 9  | 43 | 50 | 14  | -7  | [Oeste-II]                                           |
| 9   | RFC Rotterdam       | 18 | 5  | 4  | 9  | 32 | 46 | 14  | -14 | [Oeste-II]                                           |
| 10  | CVV Mercurius       | 18 | 2  | 3  | 13 | 22 | 67 | 7   | -45 | Descendido a la segunda división.                    |

PJ = Partidos jugados; PG = Partidos ganados; PE = Partidos empatados; PP = Partidos perdidos; GF = Goles a favor; GC = Goles en contra; Pts = Puntos; DG = Diferencia de goles
[Oeste-II] Equipos trasladados a la división Oeste-II para la próxima temporada.

### Eerste Klasse Oeste-II
Trasladados desde la división Oeste-I: ADO Den Haag, DWS, 't Gooi, KFC y Stormvogels
| Pos | Equipo           | PJ | PG | PE | PP | GF | GC | Pts | DG  | Notas                                               |
| --- | ---------------- | -- | -- | -- | -- | -- | -- | --- | --- | --------------------------------------------------- |
| 1   | ADO Den Haag     | 20 | 11 | 8  | 1  | 53 | 32 | 30  | +21 | Clasificado al grupo final por el título. [Oeste-I] |
| 2   | DHC Delft        | 20 | 11 | 6  | 3  | 50 | 34 | 28  | +16 |                                                     |
| 3   | DWS              | 18 | 8  | 4  | 6  | 26 | 27 | 20  | -1  | [Oeste-I]                                           |
| 4   | Sparta Rotterdam | 18 | 8  | 3  | 7  | 44 | 38 | 19  | +6  |                                                     |
| 5   | DFC              | 18 | 7  | 5  | 6  | 39 | 34 | 19  | +5  | [Oeste-I]                                           |
| 6   | Feijenoord       | 18 | 8  | 3  | 7  | 34 | 35 | 19  | -1  | [Oeste-I]                                           |
| 7   | Hermes DVS       | 18 | 6  | 6  | 6  | 42 | 34 | 18  | +8  |                                                     |
| 8   | Stormvogels      | 18 | 5  | 3  | 10 | 27 | 37 | 13  | -10 | [Oeste-I]                                           |
| 9   | HVV 't Gooi      | 18 | 2  | 6  | 10 | 24 | 39 | 10  | -15 |                                                     |
| 10  | KFC              | 18 | 3  | 2  | 13 | 26 | 55 | 8   | -29 | Descendido a la segunda división.                   |

PJ = Partidos jugados; PG = Partidos ganados; PE = Partidos empatados; PP = Partidos perdidos; GF = Goles a favor; GC = Goles en contra; Pts = Puntos; DG = Diferencia de goles
[Oeste-I] Equipos trasladados a la división Oeste-I para la próxima temporada.

### Grupo final por el título
| Pos | Equipo        | PJ | PG | PE | PP | GF | GC | Pts | DG  |
| --- | ------------- | -- | -- | -- | -- | -- | -- | --- | --- |
| 1   | Heracles      | 8  | 6  | 1  | 1  | 27 | 9  | 13  | +18 |
| 2   | PSV Eindhoven | 8  | 3  | 3  | 2  | 12 | 16 | 9   | -4  |
| 3   | ADO Den Haag  | 8  | 2  | 3  | 3  | 13 | 16 | 7   | -3  |
| 4   | Be Quick 1887 | 8  | 2  | 2  | 4  | 9  | 19 | 6   | -10 |
| 5   | VSV           | 8  | 1  | 3  | 4  | 12 | 13 | 5   | -1  |

PJ = Partidos jugados; PG = Partidos ganados; PE = Partidos empatados; PP = Partidos perdidos; GF = Goles a favor; GC = Goles en contra; Pts = Puntos; DG = Diferencia de goles
|                                    |
| Campeón Heracles Almelo 2.° título |